# Keith Joseph
Keith Sinjohn Joseph, baron Joseph (ur. 17 stycznia 1918 w Londynie, zm. 10 grudnia 1994 tamże) – brytyjski polityk, członek Partii Konserwatywnej, minister w rządach Harolda Macmillana, Aleca Douglasa-Home’a, Edwarda Heatha i Margaret Thatcher. Jeden z najbliższych współpracowników pani premier, współtwórca taczeryzmu.

## Życiorys
Był synem sir Samuela Josepha, burmistrza Londynu w latach 1942–1943, który w tym czasie został kreowany baronetem. Keith odziedziczył tytuł baroneta po śmierci ojca w 1944. Od tamtej pory znany był jako sir Keith Joseph. Wykształcenie odebrał w Lockers Park Perparatory School, w Harrow School oraz w Magdalen College na Uniwersytecie Oksfordzkim, gdzie studiował prawo. Wkrótce po ukończeniu studiów został członkiem All Souls College.
Podczas II wojny światowej walczył w stopniu kapitana w Królewskiej Artylerii. Został wspomniany w rozkazie dziennym. Podczas walk na froncie włoskim został ranny. Po zakończeniu wojny został powołany do korporacji prawniczej Middle Temple. Zasiadał w radzie Londynu. Pracował w firmie ubezpieczeniowej Lloyd’s of London.
W 1956 został wybrany do Izby Gmin w wyborach uzupełniających w okręgu Leeds North East. Wkrótce został parlamentarnym prywatnym sekretarzem.
Po 1959 sprawował wiele pomniejszych stanowisk w administracji rządowej, m.in. w ministerstwie budownictwa i departamencie handlu. Po nocy długich noży w 1962 został członkiem gabinetu jako minister budownictwa i samorządu lokalnego. Na tym stanowisku zgłosił pomysł budowy 400 000 mieszkań rocznie do 1965. Planu tego nie zrealizowano.
Po wyborczej porażce konserwatystów w 1964 został mówcą ds. socjalnych, a następnie ds. pracy. W 1967 został mówcą ds. handlu. Po wygranych wyborach 1970 został ministrem służby socjalnej. Kiedy Partia Konserwatywna ponownie znalazła się w opozycji (1974) stał się stronnikiem Margaret Thatcher. Był jednym ze współzałożycieli think-tanku Centrum Studiów Politycznych. Brał znaczny udział w przygotowaniu wyborczego manifestu torysów w 1979. Po zwycięskich wyborach został ministrem przemysłu. Rozpoczął przygotowania do prywatyzacji wielu państwowych przedsiębiorstw.
Ministrem przemysłu pozostał do 1981, kiedy objął tekę ministra edukacji i nauki. Na tym stanowisku dokonał zmiany systemu nauczania. Próby reformowania płacy nauczycieli wywołały konflikt ze związkami zawodowymi i falę strajków. W 1985 opublikował „Białe Papiery” dotyczące funkcjonowania wyższych uczelni. W 1986 zrezygnował z zasiadania w gabinecie, a w 1987 ze startu w wyborach powszechnych. Otrzymał dożywotni tytuł parowski barona Joseph i zasiadł w Izbie Lordów. Zmarł w 1994.